# Vampire in Brooklyn
Vampire in Brooklyn (bra: Um Vampiro no Brooklyn; prt: Vampiro em Brooklyn) é um filme de comédia de terror americano lançado em 1995 dirigido por Wes Craven, protagonizado por Eddie Murphy e Angela Bassett. Murphy escreveu o script do filme, juntamente com Vernon Lynch e Charlie Murphy.

## Sinopse
Excêntrico vampiro chega ao Brooklyn, em Nova Iorque, à procura da mulher ideal. Só que a tal mulher ideal é uma bela policial atormentada por pesadelos. Quando a encontra, ele faz de tudo para conquistá-la com seu charme e poder maléfico de sedução.

## Elenco
- Eddie Murphy — Maximillian / Pastor Pauley / Guido
- Angela Bassett — Detetive Rita Veder
- Allen Payne — Detetive Justice
- Kadeem Hardison — Julius Jones
- John Witherspoon — Silas Green
- Zakes Mokae — Dr. Zeko
- Joanna Cassidy — Capitão Dewey